# Alberto Pictor
Alberto Pictor (em latim: Albertus Pictor; Sacro Império Romano-Germânico, ca. 1450 - Suécia, ca. 1509) foi um pintor mural medieval sueco, de origem alemã, que decorou interiores de igrejas na Suécia. Seu ateliê ficava em Estocolmo e são conhecidas cerca de 40 igrejas medievais onde há decorações suas, sobretudo nas províncias da Uppland, Södermanland e Västmanland, sendo as mais célebres as igrejas de Härkeberga, Täby, Bromma e Vänge (na Uppland), assim como Dingtuna e Kumla (na Västmanland).

## Galeria

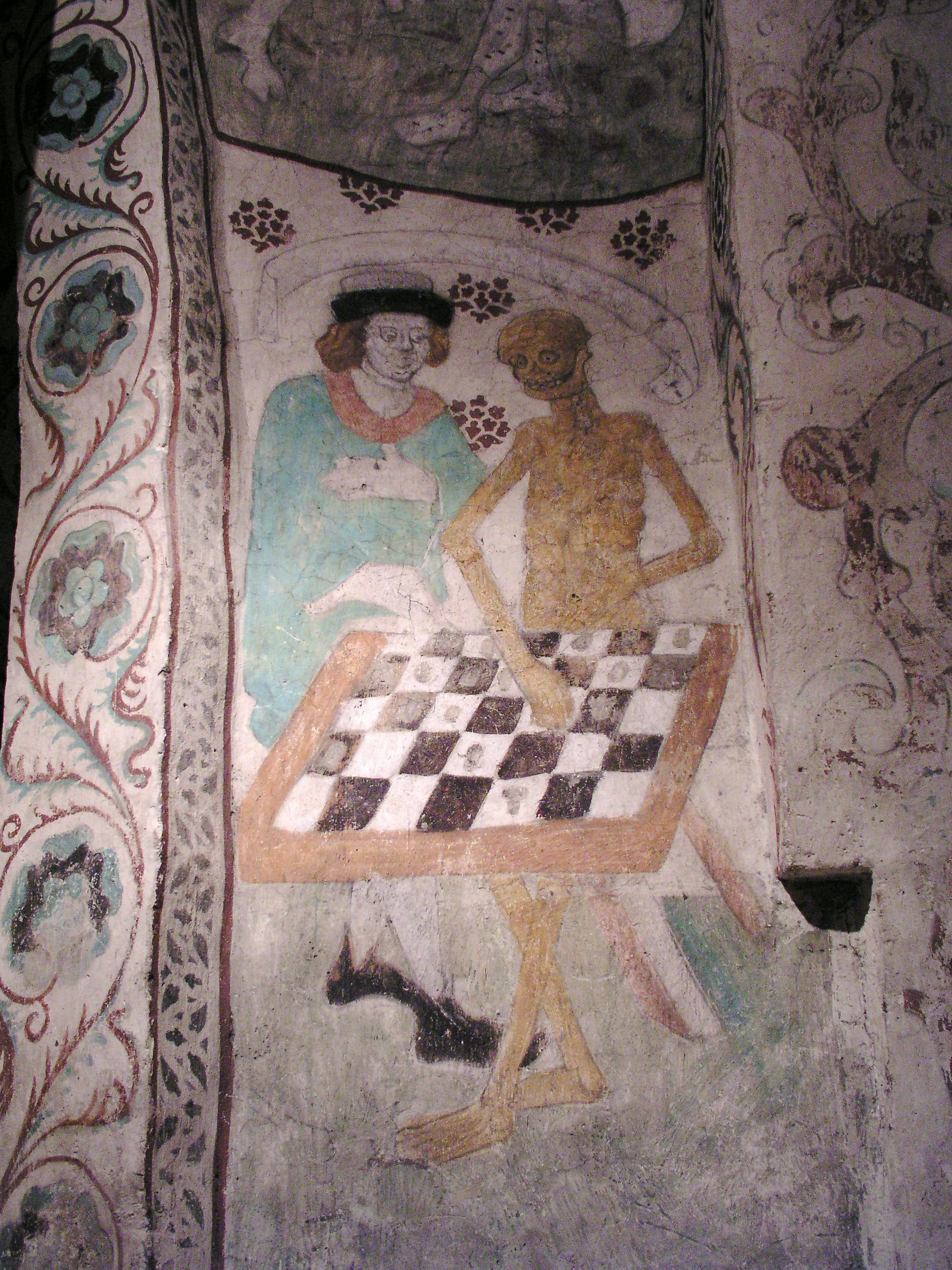
A Morte jogando xadrez (Igreja de Täby)
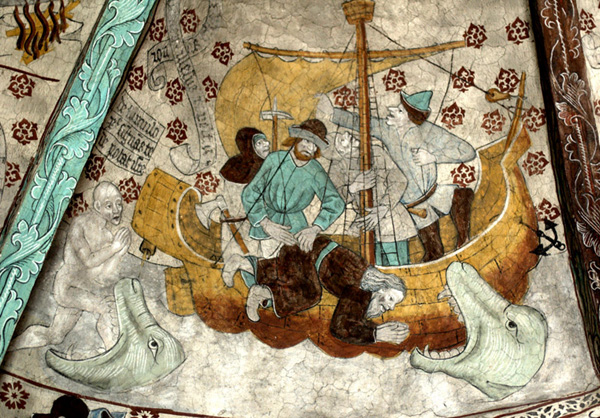
Jonas é lançado ao mar e engolido pela baleia (Igreja de Härkeberga)
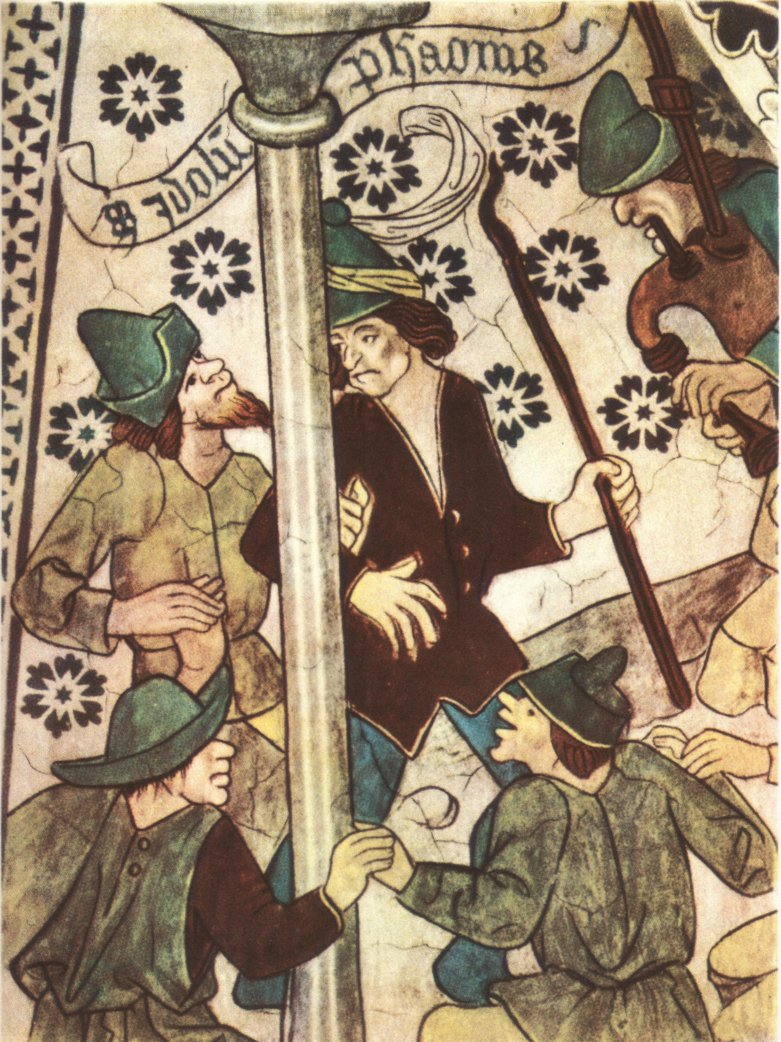
Dança de camponeses (Igreja de Härkeberga)